# Port lotniczy Kampong Chhnang
Port lotniczy Kampong Chhnang (IATA: KZC, ICAO: VDKH) – port lotniczy położony w Kampong Chhnang. Jest szóstym co do wielkości portem lotniczym w Kambodży.